# フラビビリン
フラビビリン(Flavivirin、EC 3.4.21.91)は、以下の化学反応を触媒する酵素である。
Xaaがアルギニンまたはリシン、Yaaがセリンまたはアルギニンである-Xaa-Xaa-Yaa-結合を選択的に加水分解する。
この酵素は、フラビウイルス科の黄熱ウイルス、デング熱ウイルスに存在する。